# Вил и Грејс
Вил и Грејс (енгл. Will & Grace) америчка је комедија ситуације чији су аутори Макс Мучник и Дејвид Коан. Смештена у Њујорку, серија се усредсређује на пријатељство између Вила Трумана, геј адвоката, и Грејс Адлер, стрејт дизајнерке ентеријера. Серија је емитована на NBC-ју од 21. септембра 1998. до 18. маја 2006. године, укупно осам сезона, а вратила се на NBC од 28. септембра 2017. до 23. априла 2020. године. Вил и Грејс је једна од најуспешнијих телевизијских серија са главним геј ликовима.
Упркос почетним критикама због стереотипног приказа геј ликова, постала је главна компонента NBC-јевог програма Must See TV четвртком увече и добила је позитивне критике критичара. Била је уврштена у топ 20 програма по Nielsen-у 1998—2006. током половине свог емитовања на мрежи. Серија је била најбоље оцењена комедија ситуације међу одраслима од 18 до 49 година од 2001. до 2005. године. Серија је освојила 18 награда Еми за ударне термине и 83 номинације. Сваки главни глумац добио је награду Еми током серије. Године 2014. Удружење сценариста Америке ставило је серију на 94. место на својој листи 101 најбоље написане ТВ серије свих времена. Откако је емитована финална епизода из 1998—2006, серија је била заслужна за помоћ и побољшање јавног мњења ЛГБТ заједнице, а тадашњи потпредседник САД Џо Бајден је коментарисао да је серија „вероватно учинила више да образује америчку јавност” о ЛГБТ питања „него скоро све што је ико икада урадио до сада”. Године 2014. Смитсоновски институт је свом музеју додао колекцију предмета који чине историју ЛГБТ особа коју чине предмете из серије. Кустос Двајт Блокер Бауерс изјавио је да је серија користила „комедију да упозна мејнстрим публику са геј културом” на начин који је био „храбар и продоран” у америчким медијима.
Током свог првобитног емитовања, серија је снимана пред публиком у студију уживо (већина епизода и сцена) уторком увече, на бини 17 у CBS Studio Center-у. Дуготрајна правна битка између оригиналних извршних продуцената и аутора и NBC-ја одвијала се између 2003. и 2007. године. Стан приказан у серији изложен је у библиотеци колеџа Емерсон, који је поклонио аутор серије, Макс Мучник. Када је сет уклоњен 2014. године, појавиле су се гласине о окупљању глумаца, али су они негирали да је такво окупљање било планирано, објашњавајући да је само померено.
У септембру 2016. глумци су се окупили за 10-минутни специјал (објављен на мрежи), позивајући Американце да гласају на председничким изборима 2016. године. Након успеха специјала, NBC је објавио да мрежа истражује идеју да се серија врати у продукцију. У јануару 2017. NBC је потврдио повратак серије за девету сезону, за телевизијску сезону 2017—2018, која је на крају проширена на 16 епизода. Након тога уследиле су обнове за десету и једанаесту сезону од 18 епизода. Дана 25. јула 2019. објављено је да ће једанаеста сезона бити финална сезона серије која је премијерно емитована 24. октобра 2019. године.

## Радња
Радња серија смештена је у Њујорк и усредсређује се на однос између Вила Трумана, геј адвоката, и његове најбоље пријатељице Грејс Адлер, Јеврејке која поседује фирму за дизајн ентеријера. Такође су представљени и њихови пријатељи Карен Вокер, алкохоличарка, и Џек Макфарланд, раскошни геј глумац. Серија истражује искушења и невоље забављања, брака, развода и случајног секса; као и комичне кључне стереотипе о геј и јеврејској култури.

## Глумци и улоге

### Главни
- Ерик Макормак као Вил Труман: Први насловни протагониста серије, Вил је геј мушкарац који је успешан корпоративни адвокат који је студирао на Универзитету Колумбија, где је као бруцош упознао Грејс; од тада су најбољи пријатељи. Веома је прецизан и опсесиван када су у питању одређени задаци, посебно чишћење, облачење и украшавање. Међутим, Вил има веома стрпљиву и саосећајну природу према онима који су му блиски, често грешком. Иако је Вил геј, понекад покушава да прође као стрејт; понекад избегава да људима призна своју сексуалну оријентацију. Неколико ликова је коментарисало да његов однос са Грејс више личи на везу брачног пара него два пријатеља; у једном тренутку Вил је чак размишљао да има бебу са Грејс.
- Дебра Месинг као Грејс Адлер: Други насловни протагониста серије, Грејс је стрејт дизајнерка ентеријера са наклоношћу према храни и понекад себичним ставом. Била је Вилова најбоља пријатељица од колеџа и цимерка током већег дела серије. Грејс је Јеврејка, али не практикује своју веру. Представља неуротичну противтежу Виловом вишељудском карактеру. Грејс се у великој мери ослања на Вила за моралну и емоционалну подршку, посебно након раскида.
- Меган Мулали као Карен Вокер: Карен „ради” као Грејсина помоћница, чинећи фирму „Grace Adler Designs” популарном међу својим члановима отменог друштва. Удата је за богатог (али углавном неприказаног) Стенлија Вокера. Због богатства свог мужа, Карен заправо не треба посао и у једном тренутку током серије откривено је да није уновчила своје плате, већ да их је „скупљала”. У једном тренутку помиње да је прихватила посао само да би се „склонила од Стена и деце”. Карен је такође позната по честом конзумирању алкохола и лекова на рецепт и има отровну личност. Међутим, веома је блиска са Џеком, обожава Грејс и током целе серије загрејана је за Вила. Иако се чини да је лишена манира и друштвених грациозности, Карен је показала интелигенцију: поседовање радног знања о економији пословања/тржишта некретнина, умерено разумевање рачунара и њух за дизајн ентеријера. Такође је овлашћени јавни бележник и љубитељ разних пића и лекова на рецепт. Упркос томе, често није свесна своје грубости и непромишљеног понашања према радничкој и средњој класи, често критикујући и исмевајући оно што не разуме.
- Шон Хејз као Џек Макфарланд: Вилов близак пријатељ од колеџа. Џек је раскошни геј, самоуверен и слободног духа, будући да је такав од малих ногу. Он иде од мушкарца до мупкарца и често мења занимања, веома је превртљив када су у питању и једно и друго. Радио је као глумац, инструктор глуме, помоћни плесач за Џенифер Лопез и Џенет Џексон, трговачки сарадник Banana Republic-а и Barneys New York-а, конобар, студент, медицински брат, млађи потпредседник Out TV-а и водитељ сопствене ток-шоу емисије Out TV-а, под називом Разговор с Џеком. Џек је направио четири самосталне представе (назване Just Jack, Jack 2000, Jack 2001 и Jack 2002) да би показао своје способности певања/плеса/глуме; сви покушаји имају само маргинални успех. Почетком серије успоставља блиско пријатељство са Карен; пар често проводи време заједно и узрокују разне шале. Током читаве серије, Џек се ослања на Вила и Карен за финансијску помоћ, али у финалу оригиналне серије наслеђује новац Беверли Лесли и постаје веома богат. Његов идол је Шер.
- Гари Грабс као Харлин Полк (главна улога у 1. сезони; гостујућа у 2. сезони): Главни Вилов клијент у првој сезони који га на крају отпушта.
- Шели Морисон као Росарио Салазар (главна улога у 3—8. сезони; споредна у 1—2. сезони): Каренина собарица, а касније и Џекова жена, касније бивша жена. Морисон је била позвана да понови своју улогу када у ревитализацији серије, али је одбила, пошто се повукла из глуме.
- Мајкл Ангарано као Елиот (главна улога у 4. сезони; споредна у 3, 5—6 и 8. сезони; специјални гост у 8. сезони): Џеков син. Убрзо након што је сазнао за смрт свог биолошког оца, Џек упознаје Елиота, свог биолошког сина створеног од сперме коју је Џек донирао са 17 година.

### Споредне
| Главне улоге          | Вил Труман | Грејс Адлер | Џек Макфарланд | Карен Вокер |
| --------------------- | --- | --- | --- | --- |
| Супружници            | Винс Дианђело (Боби Канавале) Макој Витман (Мет Бомер) | Марвин „Лео” Маркус (Хари Коник Млађи) | Росарио Салазар (Шели Морисон) Естефан Глорија (Брајан Џордан Алварез)                                                                               | Стенли Вокер (неприказани лик) Лајл Финстер (Џон Клиз) |
| Породица              | Џорџ Труман (Сидни Полак) Мерилин Труман (Блајт Данер) Сем Труман (Џон Слатери / Стивен Вебер) Пол Труман (Џон Тени)                                         | Боби Адлер (Деби Ренолдс) Мартин Адлер (Алан Аркин/Роберт Клајн) Џенет Адлер (Џина Дејвис/Мери Макормак) Џојс Адлер (Сара Ру) Фиона Адлер (Били Лурд) Еленор Маркус (Џудит Ајви)                   | Џудит Макфарланд (Вероника Картрајт) Елиот (Мајкл Ангарано) Данијел Макфарланд (Бо Бриџиз) Скип (Џет Јургенсмајер)                                   | Лоис Витли (Сузан Плешет) Џин (Бернадет Питерс) Бари (Ден Футерман) Лорејн Финстер (Мини Драјвер) Марион Финстер (Тим Кари) Самнер Дејвис (Пол Сатерфилд)                                           |
| Породица              | Бен Труман (Бен Њумарк), Лајла Маркус (Марија Тејер) | | Џудит Макфарланд (Вероника Картрајт) Елиот (Мајкл Ангарано) Данијел Макфарланд (Бо Бриџиз) Скип (Џет Јургенсмајер)                                   | Лоис Витли (Сузан Плешет) Џин (Бернадет Питерс) Бари (Ден Футерман) Лорејн Финстер (Мини Драјвер) Марион Финстер (Тим Кари) Самнер Дејвис (Пол Сатерфилд)                                           |
| Пријатељи             | Роб (Том Галоп), Елен (Ли-Алин Бејкер), Џо (Џери Левин), Лари (Тим Багли), Стив (Стив Пејмер)                                                                | Роб (Том Галоп), Елен (Ли-Алин Бејкер), Џо (Џери Левин), Лари (Тим Багли), Стив (Стив Пејмер) | Зандра Зогин (Ејлин Бренан) | Кендис Берген (Кендис Берген) Смити (Чарлс С Стивенсон Млађи) |
| Комшије               | Вал Басет (Моли Шенон), г. Замир (Маршал Манеш), Нејтан (Вуди Харелсон), гђа Тимер (Ливија Тревињо)                                                          | Вал Басет (Моли Шенон), г. Замир (Маршал Манеш), Нејтан (Вуди Харелсон), гђа Тимер (Ливија Тревињо)                                                                                                | Вал Басет (Моли Шенон), г. Замир (Маршал Манеш), Нејтан (Вуди Харелсон), гђа Тимер (Ливија Тревињо)                                                  | Н/Д |
| Симпатије             | Мајкл (Крис Потер) Скот Сандер (Бранден Брент Вилијамс) Метју (Патрик Демпси) Џејмс Хенсон (Теј Дигс) Винс Дианђело (Боби Канавале) Макој Витман (Мет Бомер) | Бен Душет (Грегори Хајнс) Деми (Том Верика) Џош (Кори Паркер) Нејтан (Вуди Харелсон) Ник (Едвард Бернс) Том Касиди (Ерик Столц) Марвин „Лео” Маркус (Хари Коник Млађи) Ноа Броудер (Дејвид Швимер) | Стјуарт Ламарк (Дејв Фоли) Кевин Бејкон (Кевин Бејкон)                                                                                               | Лајонел Бенкс (Рип Торн) Малколм Видмарк (Алек Болдвин) Ники (Самира Вајли) |
| Ривали                | Кевин Волочек (Адам Голдберг) | Вал Басет (Моли Шенон) | Артемис Џонсон (Вил Арнет) | Хелена Барнс (Џоун Колинс) Беверли Лесли (Лесли Џордан) Лорејн Финстер (Мини Драјвер) Скот Вули (Џеф Голдблум) Кенди Пруит (Кристина Еберсоле) Вал Басет (Моли Шенон) Кендис Берген (Кендис Берген) |
| Шефови                | Бен Душет (Грегори Хајнс) г. Штајн (Џин Вајлдер) Марго (Лили Томлин) Малколм Видмарк (Алек Болдвин)                                                          | Н/Д | Џејми (Џон Дуси) Тим (Марк Харелик) Дорлин (Паркер Поузи)                                                                                            | Грејс Адлер (Дебра Месинг) |
| Запослени / подређени | гђа Фриман (Џо Мари Пејтон) Кони (Кари Лајзер) | Карен Вокер (Меган Мулали) Џилијан (Наташа Лион) Тони (Ентони Рамос) | Дејв (Метју Ботучис) | Росарио Салазар (Шели Морисон) Фрајдеј (Ванеса Бајер) |
| Клијенти              | Харлин Полк (Гари Грабс) Стенли Вокер | Н/Д | Џоана (Емили Радерферд) Расел (Џон Флеминг) | Н/Д |
| Сарадници             | Гари (Џејми Калер) | Н/Д | Н/Д | Н/Д |
| Други                 | Тина (Лесли Ен Ворен), Бенџи (Брајан А. Сецер), медицинска сестра Шејла (Лора Најтлингер), Дејдре (Иди Фалко), Моне (Клои Севињи) Џени (Деми Ловато)         | Тина (Лесли Ен Ворен), Бенџи (Брајан А. Сецер), медицинска сестра Шејла (Лора Најтлингер), Дејдре (Иди Фалко), Моне (Клои Севињи) Џени (Деми Ловато)                                               | Тина (Лесли Ен Ворен), Бенџи (Брајан А. Сецер), медицинска сестра Шејла (Лора Најтлингер), Дејдре (Иди Фалко), Моне (Клои Севињи) Џени (Деми Ловато) | Тина (Лесли Ен Ворен), Бенџи (Брајан А. Сецер), медицинска сестра Шејла (Лора Најтлингер), Дејдре (Иди Фалко), Моне (Клои Севињи) Џени (Деми Ловато)                                                |

## Епизоде
| Сезона | Сезона     | Епизоде    | Епизоде    | Оригинално емитовање | Оригинално емитовање | Ранг | Рејтинг | Гледаност (у милионима) |
| Сезона | Сезона     | Епизоде    | Епизоде    | Премијера            | Финале               | Ранг | Рејтинг | Гледаност (у милионима) |
| ------ | ---------- | ---------- | ---------- | -------------------- | -------------------- | ---- | ------- | ----------------------- |
|        | 1.         | 22         | 22         | 21. септембар 1998.  | 13. мај 1999.        | 40   | Н/Д     | 12,3                    |
|        | 2.         | 24         | 24         | 21. септембар 1999.  | 23. мај 2000.        | 44   | Н/Д     | 12,0                    |
|        | 3.         | 25         | 25         | 12. октобар 2000.    | 17. мај 2001.        | 14   | 11.3    | 17,3                    |
|        | 4.         | 27         | 27         | 27. септембар 2001.  | 16. мај 2002.        | 9    | 11,0    | 17,3                    |
|        | 5.         | 24         | 24         | 26. септембар 2002.  | 15. мај 2003.        | 11   | 11,0    | 16,8                    |
|        | 6.         | 24         | 24         | 25. септембар 2003.  | 29. април 2004.      | 13   | 10,4    | 15,2                    |
|        | 7.         | 24         | 24         | 16. септембар 2004.  | 19. мај 2005.        | 44   | Н/Д     | 9,4                     |
|        | 8.         | 24         | 24         | 29. септембар 2005.  | 18. мај 2006.        | 61   | Н/Д     | 8,7                     |
|        | Вебепизода | Вебепизода | Вебепизода | 23. септембар 2016.  | 23. септембар 2016.  | Н/Д  | Н/Д     | Н/Д                     |
|        | 9.         | 16         | 16         | 28. септембар 2017.  | 5. април 2018.       | 36   | Н/Д     | 8,85                    |
|        | 10.        | 18         | 18         | 4. октобар 2018.     | 4. април 2019.       | 72   | Н/Д     | 5,31                    |
|        | 11.        | 18         | 18         | 24. октобар 2019.    | 23. април 2020.      | 89   | Н/Д     | 4,01                    |
|        | Специјал   | Специјал   | Специјал   | 23. април 2020.      | 23. април 2020.      | Н/Д  | Н/Д     | 2,97                    |